# Tod Slaughter
Tod Slaughter (* 19. März 1885 in Newcastle; † 19. Februar 1956 in Derby) war ein englischer Schauspieler, der für seine besonders makaberen Darstellungen im Film bekannt war.

## Leben
Unter dem Namen Norman Carter Slaughter wurde er als das Älteste von 12 Kindern in Newcastle upon Tyne in Northumberland geboren. Im Jahr 1905 begann er seine Bühnenkarriere in West Hartlepool. Im Jahr 1913 arbeitete er in den Hippodrome Theatern in Richmond und Croydon. Während des Ersten Weltkriegs diente er im Royal Flying Corps, danach setzte er seine Schauspiellaufbahn fort und kehrte auf die Bühne zurück.
Slaughter spielte zunächst sehr unterschiedliche Charaktere, entwickelte sich jedoch vermehrt zum Darsteller des Bösewichts, besonders in seiner Zeit als Filmschauspieler. Sein erster Film, der ausschlaggebend für seine weitere Karriere war, war Maria Marten. Er spielte danach in etlichen melodramatischen Filmen mit. Zu seinen weniger dunklen Rollen zählten seine Auftritte in dem Filmen Song of the Road und Darby and Joan. In Sexton Blake and the Hooded Terror spielte er dagegen den Kopf einer internationalen Bande von Superschurken. Slaughter überzeugte besonders durch die Darstellung des Sweeney Todd in dem Film Sweeney Todd: The Demon Barber of Fleet Street, dieses Thema wurde mehrfach verfilmt, so auch 2007 mit Johnny Depp in der Rolle des Barbiers.

## Filmografie (Auswahl)
- 1935: Maria Marten or Murder in the Red Barn
- 1936: Sweeney Todd: The Demon Barber of Fleet Street
- 1936: The Crimes of Stephen Hawke
- 1937: Darby and Joan
- 1937: It’s Never Too Late to Mend
- 1937: The Song of the Road
- 1938: The Ticket of Leave Man
- 1938: Sexton Blake and the Hooded Terror
- 1939: The Face at the Window
- 1940: Crimes at the Dark House
- 1945: Bothered by a Beard
- 1946: The Curse of the Wraydons
- 1948: The Greed of William Hart
- 1952: King of the Underworld
- 1952: Murder at Scotland Yard
- 1952: Murder at the Grange
- 1952: A Ghost for Sale
- 1954: Puzzle Corner No. 14